# 辻雄貴
辻 雄貴（つじ ゆうき、1983年（昭和58年）11月29日 - ）は、日本の華道家。辻雄貴空間研究所主宰。学位は修士(建築学)。

## 概要
1983年（昭和58年）生まれ。静岡県富士市出身。 工学院大学・同大学院在学中（工学研究科建築学専攻）に、いけばなと出会い、いけばな作家 竹中麗湖に師事。建築という土台を持ちながら追求する「いけばな」は、既存の枠組みを超えて、建築デザイン、舞台美術、彫刻、プロダクトデザインなど、独自の空間芸術として演出される。
また、日本の古来の芸能やものづくりの神の名を冠した「シャクジ能」を能楽師大倉流大鼓方大倉慶乃助と共に旗揚げ。いけばなと能が同時代に生まれたことを前提に、伝統芸能の新しいかたちを提案している。「シャクジ能」では、移動舞台のデザイン・基本設計や舞台美術などを手がけるアーティスティック・ディレクターとしても活動している。
2016年 ニューヨークのカーネギーホールにて公演。カーネギーホール主催公演としては、初の華道家公演を果たした。
2017年、スペイン フェリペ6世国王夫妻来日に際して、天皇皇后臨席のもと、静岡 浮月楼「月光の間」にて献花・室礼をおこなう。

## 略歴
- 2013年5月：フランス・シャンパーニュ地方のフェール城で行なわれた「能フェスティバル　世阿弥生誕650年観阿弥生誕680年記念フェール城能公演」で、舞台美術を担当。静岡市葵区足久保から500本の竹を船で輸送し、竹による能の舞台をつくり上げた。
- 2013年8月：café de perle銀座の店舗 基本設計、空間ディレクションを担当。
- 2014年7月：静鉄ホテルプレジオ沼津で、竹の大型オブジェ「Floating Bamboo」を展示。
- 2014年8月：東京新橋 金田中にて いけばな制作。
- 2014年11月：ユニリーバ・ジャパン CM「CLEAR」のアートワークを制作。
- 2015年1月：静岡県静岡市葵区にある「浮月楼」の庭園で「浮月シャクジ能」を上演。ゲストは大倉源次郎。
- 2015年3月：静岡県清水市で開催された「TEDx Shimizu」で静岡県内初の登壇を務める。舞台美術も手がける[2]。
- 2015年5月：「シズオカ×カンヌウィーク2015」では静岡市駿河区の登呂遺跡会場で「シャクジ能」を上演。また、芸術ディレクターとして「マルシェ」の会場デザインも担当。
- 2015年7月：REPUBLIC OF Fritz Hansen STORE青山にてYuki Tsuji × Fritz Hansen × Bang&Olufsen「LESS IS MORE」と題してパフォーマンスを実施。
- 2015年8月：長野県の脇田美術館で「シャクジ能」を上演。放置されているカラマツを使用。ゲストは、藤田六郎兵衛、司会として花田景子。
- 2015年9月　バング＆オルフセン90周年記念イベントでパフォーマンスを上演。音楽は里ロビン、大鼓は大倉慶乃助[3]。
- 2015年11月：Bang &Olufsen Japan 90th Anniversary イベントを銀座和光にて実施。
- 2015年11月：豊洲PITにて坂本龍一がオーガナイザーを務める「NO NUKES ACOUSTIC NIGHT」のオープニングアクトとして辻雄貴＋シャクジ能で出演する。他の出演者はGOTCH(ASIAN KUNG-FU GENERATION）/斉藤和義/TOSHI-LOW（BRAHMAN）/仲井戸"CHABO"麗市。
- 2015年12月：Bang &Olufsen Japan 90th ムービーのクリエイティブディレクションを担当。
- 2015年12月：大阪・ラフェットひらまつにて梅若玄祥×藤間勘十郎トークショーにていけばなを展示。
- 2016年2月：静岡にて常葉大学造形学部卒業制作記念講演会を実施。
- 2016年2月：新版 現代能「安倍晴明」in 大阪フェスティバルホールにて能作り物制作。主演は野村萬斎氏、梅若玄祥氏。
- 2016年3月：羽田空港主催 ドイツローデンブルグ市 市長表敬訪問会にて桜のパフォーマンス。大鼓は大倉慶乃助。
- 2016年3月：静岡県静岡市葵区足久保で「葦久保シャクジ能」を開催。ゲストはアルケッチャーのシェフ、奥田政行氏。
- 2016年4月：レクサス小石川ショールームで「SAKURA Weekend」YUKI TSUJI ×  LEXUS × Bang &Olufsen Japanで桜の作品を展示。
- 2016年4月：「Plants Sculpture Exibition - SAKURA 」と題して羽田空港国際線ターミナルに桜の作品を展示。
- 2016年5月：浅間山藝術舞台 皐月奉納祭 落成記念公演。基本設計を担当した「移動式能舞台」の杮落としを実施。
- 2016年11月：Gotch（ASIAN KUNG-FU GENERATION）の2ndソロ・アルバム『Good New Times』のアートワークを製作。
- 2016年11月：静岡県富士市「倭文神社」で「駿河シャクジ能」を開催。能の演目は「土蜘蛛」。ゲストは梅若玄祥氏、大倉源次郎。
- 2016年12月：アメリカ合衆国ニューヨーク市カーネギーホール・ワイルギャラリーで、「カーネギーホールノータブルズ・ジャパン」の招聘により、いけばなパフォーマンスの公演。里ロビンの音楽とのコラボレーション[4]。
- 2016年12月：在ニューヨーク総領事・大使公邸にて、いけばなとクラシック音楽のコラボレーション。
- 2016年12月：アメリカ合衆国ニューヨーク市「NEUE Gallery」で、「辻雄貴個展 多の森」と題して展示。
- 2016年12月：大阪・フェスティバルホールで、吉永小百合×坂本龍一「平和のために〜詩と音楽と花と」に出演。坂本龍一、藤田六郎兵衛とコラボレーション。出演者 吉永小百合／坂本龍一／大貫妙子／村治佳織／藤田六郎兵衛／東北ユースオーケストラ弦楽四重奏 他[5]
- 2017年1月：東京都渋谷区「LOKO Gallery」でニューヨーク凱旋展「辻雄貴個展 多の森」を実施。1月20日に能楽・庭園研究者の原瑠璃彦とのトークセッション。
- 2017年1月：パークハイアットと東京「マスターズ オブ アーツ  」でニューヨーク在住の気鋭のアーティスト、エアロソン-レックス メストロヴィックとシンガーソングライターLEO今井（メタファイブ）とパフォーマンスを行う。
- 2017年4月：静岡・ホテルセンチュリーで静岡県・浙江省友好35周年記念式典にて横山大観の『群青富士』屏風の前に会場装花のいけばなを展示。
- 2017年4月：静岡・浮月楼で天皇皇后・スペイン6世国王夫妻のスペイン洋時計ご覧会場にていけばなを展示。
- 2017年4月：東京第25回奉納 靖国神社 『夜桜能』で梅若玄祥氏「西行桜」のつくりものに桜を使う。